# Deejay Time
Il Deejay Time è una trasmissione radiofonica condotta da Albertino, Fargetta, Molella e Giorgio Prezioso in onda su Radio Deejay e Radiom2o ogni sabato dalle 14:00 alle 15:00. Tutte le puntate e le playlist delle canzoni sono disponibili sul sito e app di Radiom2o e Radio Deejay.
Inoltre, è possibile ascoltare in streaming 24 ore su 24 la web radio dedicata sui siti delle due radio.
Il programma ha anche uno spin-off intitolato Deejay Time in the mix che va in onda dalle 00:00 alle 01:00 su Radiom2o dal lunedì al giovedi dove Fargetta, Molella
e Prezioso si alternano per 20 minuti ciascuno alla console.
(ALBERTINO, DEEJAY TIME)

## Storia
Il programma inizia nel 1984 ed è diviso in tre tranche: dalle 14.00 alle 16.00, dalle 16.00 alle 18.00 e dalle 18.00 alle 20.00. Inizialmente era un programma d'intrattenimento generale. Nel 1988 i conduttori delle tre parti sono rispettivamente: Albertino, Jovanotti (con 1, 2, 3... Casino!) e Marco Biondi.
Dal settembre 1991 il Deejay Time viene ridotto alla sola fascia condotta da Albertino. Da questo momento il programma si specializza in musica da discoteca. Albertino, coadiuvato ai "piatti" dai dj Fargetta, Molella e Giorgio Prezioso, propone al pubblico un mix della musica più in voga del momento (musica dance, l'hip hop). Questo, grazie all'uso che Fargetta faceva del campionatore in studio: una grande quantità di effetti speciali venivano prodotti sul momento (sulla voce dello speaker, sul missaggio delle canzoni, sugli interventi al telefono). Il campionatore Roland dj70 con espansione a 4MB era soprannominato il T-1000.
Il successo del programma negli anni novanta aumentava sempre di più tanto che nell'estate 1994 i quattro dj di quel periodo (Albertino, Fargetta, Molella e Prezioso) fecero uno spettacolo storico all'Aquafan di Riccione. Lo stesso gruppo si ritrovò insieme ad Assago nel capodanno 1995-1996 su Italia 1 e su Rai Uno un anno dopo.
Nel 1997 Albertino presenta il libro Benissimo! Autobiografia (inutile) di Giuseppe, che riporta le esilaranti interpretazioni di  Giuseppe della stagione precedente.
Dal settembre 1998 il programma diventa, con la co-conduzione di Giuseppe, un programma d'intrattenimento a cui partecipa il pubblico che interagisce con le gag.
Nel 2000 si svolge il Deejay Time Live Tour, dove in numerosi teatri italiani il programma va in onda in diretta con il pubblico in sala. Resta storica la prima puntata di Bologna, dove furono ospiti due gruppi cult del periodo: i Lunapop e i Bomfunk Mc's.
Nello stesso anno viene pubblicato il libro Il Test-icolo. Conosci te stesso, che raccoglie il meglio delle gag interpretate nelle stagioni precedenti all' interno del programma.
Nel 2005 Giuseppe lascia Radio Deejay e passa a Radio 105. 
Il programma prosegue fino all'estate del 2006, con la partecipazione assidua di Maurizio Milani e Vincenzo Spreafico; a partire da settembre è stato sostituito da Sciambola!, nuova trasmissione che eredita diverse caratteristiche di Deejay Time e lo stesso conduttore, Albertino. Nelle giornate del 20 dicembre 2007 e del 3 dicembre 2014, tutto il cast storico (Albertino, Molella, Fargetta e Prezioso con l'eccezione di Giuseppe) si è riunito in un'edizione speciale nella stessa fascia oraria pomeridiana del passato. La reunion dei personaggi ha raccolto ascolti record e ricevuto articoli celebrativi e nostalgici.
Il 9 giugno 2008 il Deejay Time è tornato in onda su Radio Deejay dalle 14.00 alle 15.30 per il mese di giugno, mentre a luglio è andato in onda dall'Aquafan di Riccione dalle 14.00 alle 16.00, sempre con Albertino come conduttore e la storica vecchia guardia degli anni 90, con l'aggiunta della collaborazione di Fabio B, Mauro Miclini e Paolino Rossato. Dal 29 settembre al 30 ottobre 2008 il Deejay Time è andato in onda dal lunedì al giovedì, dalle 23 alle 24, mentre dal mese di novembre 2008 il Deejay Time è stato riposizionato il venerdì e il sabato sera nella fascia dalle 21 alle 24. Da gennaio 2009, l'orario viene ristretto dalle 22 alle 24. Con lo spostamento nel fine settimana, il Deejay Time assorbe Dance Revolution, area dedicata alla musica techno e deep house.
Il 3 dicembre 2014 viene mandata in diretta su Radio Deejay ed m2o una puntata speciale del Deejay Time (Deejay Time, la Reunion) in cui è presente la formazione originale composta da Albertino, Mario Fargetta, Maurizio Molella e Giorgio Prezioso.
Il programma viene sospeso a partire dal 6 marzo 2015 insieme ad altri programmi musicali del weekend per prolungare, il venerdì, la già esistente programmazione infrasettimanale.
Nel 2017 esce il docufilm And The Heads Keep On Movin, che racconta la Reunion avvenuta prima in radio e poi nei palasport e nelle piazze di tutta Italia, anche attraverso le testimonianze uniche ed esclusive di chi ha vissuto in prima persona la nascita del programma. Il docufilm era visibile anche acquistando la compilation con quattro cd mixati.

Il programma ha anche uno spin-off di musica dance mixata intitolato Deejay Time in the Mix che va in onda dalle 22 alle 23 su Radiom2o dal lunedì al venerdì dove Fargetta, Molella e Prezioso si alternano per 20 minuti ciascuno alla console.
Il 1 febbraio 2024, in occasione del compleanno di Radio Deejay, la trasmissione viene trasmessa eccezionalmente nella sua storica collocazione pomeridiana, dalle 14 alle 16, in contemporanea sulle due emittenti.

## Protagonisti
- Albertino
- Molella
- Mario Fargetta
- Giorgio Prezioso
- La Cialtrona
- Maurizio Milani
- Alex Farolfi
- Paolino Rossato
- DJ Giuseppe (sino al 2005)
- Nicola Savino
- Daniele Casagrande
- Massimo "Er Gladiatore" (Radio Cassadritta)
- Vincenzo Spreafico
- Renée La Bulgara
- La signora non disturbo
- Rinco (valletta nel 2003)
- La Sciura dei Datura
- La Bambina nel Tombino
- WNA

## Rubriche
- "Disco Prezioso" (dopo il "Disco-'o-clock delle 15:00): dapprima Giorgio Prezioso remixava una canzone del momento, successivamente mixava assieme 3 canzoni creandone una sola. Il jingle dell'appuntamento era cantato da Jovanotti;
- Il Megamix di Molella (subito dopo l'intervento di Giuseppe, intorno alle 15:30/15:40) diventato poi Doremix ed oggi Mashup;
- "Fargetta Mixing For You": dopo il disco o'clock Fargetta faceva un mix di circa 5 canzoni totalmente diverse tra di loro (come genere) e quest'appuntamento veniva preceduto da una telefonata dell'ascoltatore/ascoltatrice che aveva richiesto la sequenza;
- lunedì: rubrica sportiva di Vincenzo Spreafico, "Il calcio del giorno dopo", ora "Lo sport del giorno dopo".
- giovedì: Da Molfetta a Milani, con ospite Maurizio Milani.
- le "classifiche" fatte dagli ascoltatori presenti in studio;
- Gli Sponsors, ovvero gli spezzoni pubblicitari offerti dal Dj Giuseppe
- le "Regole dello studio del Deejay Time", con sigla cantata da Max Pezzali;
- Appuntamento settimanale con il corso di inglese di Mister Brown;
- 2050, la rubrica di Prezioso: programma di musica progressive-technopop condotto da Albertino e Prezioso, ambientato nel 2050 con i conduttori invecchiati.
- I fantastici interventi di Guido Meda;
- Collegamento in diretta con "Radio Cassadritta" sui 108.7 in tutta l'Italia e provincia;
- Il Brum-Brum Game in diretta dal marciapiede di via Massena;
- Il disco vecchio
- Er Finestra, all'inizio della trasmissione;
- La rubrica dei tecnici; come risolvere i piccoli problemi tecnici in casa. Filo diretto tra ascoltatori e elettricisti, tecnici tv elettrodomestici etc.
- Le previsioni del tempo di DJ Giuseppe.
- "Giuseppe news" da via Massena.
- "Il test" che gli ascoltatori dovevano superare per partecipare al programma in studio, che aveva come sigla il jingle delle "previsioni del tempo" di Rai Uno.
- Con l'inizio della nuova stagione radiofonica nel settembre 1995 e durante la preparazione della compilation Alba volume 3, in cui Albertino era vestito da astronauta in copertina, nasce la N.A.S.A. National Alba Space Agency.
- The Nunzia of the year - concorso per cercare la nuova Nunzia
- "Le grandi interviste del Deejay Time" (si poneva una sola domanda!)
- Prezioso goes to Hollywood
- "Giuseppe che sorpresa!".
- Un'altra rubrica del Deejay Giuseppe era: "c'è di peeeggggiiioooo!! c'è di peeegggiiioooo!!", la cui sigla era presa da "confusa e felice" di Carmen Consoli, in particolare il loop sul passaggio "sai benissimo, benissimo, benissimo", diventata poi una frase distintiva del DJ Giuseppe.
- Il gioco a quiz con le domande poste direttamente da Mike Bongiorno (ma abilmente mixate).
- Il Federica, collegamento con questa discoteca in via Larga, 54.